# Acutalis flavonervosa
Acutalis flavonervosa är en insektsart som beskrevs av Buckton. Acutalis flavonervosa ingår i släktet Acutalis och familjen hornstritar. Inga underarter finns listade i Catalogue of Life.